# Кейт Бланшет
Катрин Елис „Кейт“ Бланшет (на английски: Catherine Élise „Cate“ Blanchett, /blæntʃət/; Бланчит) е австралийска актриса, продуцент и театрален режисьор. Считана за една от най-добрите изпълнителки на своето поколение, тя е призната за своята гъвкавост в независими филми, блокбъстъри и театрални постановки. Носителка е на многобройни отличия, включително две награди „Оскар“, четири награди „Златен глобус“, четири награди на БАФТА, две награди „Еми“ в праймтайм и награда за най-добра актриса на 64-тия филмов фестивал във Венеция.
Завършила Националния институт за драматично изкуство в Сидни, Бланшет започва кариерата си на австралийската сцена. Дебютирайки в игрален филм през 1997 г., тя придобива международна известност с превъплъщението си в кралица Елизабет I във филма „Елизабет“ (1998), за което получава първата си номинация за „Оскар“. Нейното превъплъщение в Катрин Хепбърн в биографичния филм „Авиаторът“ (2004) ѝ носи „Оскар“ за най-добра поддържаща женска роля. По-късно печели „Оскар“ за най-добра женска роля за ролята си на невротична бивша социалистка в комедийната драма „Син жасмин“ (2013). Други нейни роли номинирани за „Оскар“ са в „Записки по един скандал“ (2006), „Не съм там“ (2007), „Елизабет: Златният век“ (2007), „Каръл“ (2015) и „Лидия Тар“ (2022), което я прави най-номинираната австралийка. Най-големите ѝ комерсиални успехи включват трилогията „Властелинът на пръстените“ (2001–2003), „Индиана Джоунс и кралството на кристалния череп“ (2008), „Странният случай с Бенджамин Бътън“ (2008), „Пепеляшка“ (2015), „Тор: Рагнарок“ (2017), „Бандитките на Оушън“ (2018) и „Не поглеждай нагоре“ (2021).
Бланшет участва в над двадесет сценични постановки. Тя и съпругът ѝ Андрю Ъптън са художествени директори на Театралната компания на Сидни от 2008 до 2013 г. Някои от сценичните ѝ роли през този период са в нашумелите възстановки на „Трамвай „Желание““ на Т. Уилямс, „Вуйчо Ваньо“ на А. Чехов, „Големи и малки“ на Б. Щраус и „Прислужничките“ на Ж. Жьоне. Тя прави своя дебют на Бродуей през 2017 г. в „Платонов“ на Чехов, за който получава номинация за наградата „Тони“ за най-добра актриса в пиеса. Тя също така получава две номинации за награда „Еми“ за продуциране и участие в ролята на Филис Шлафли в драматичния минисериал „Мисис Америка“ (2020).
Бланшет е носителка на няколко почетни награди. Австралийското правителство я награждава със Стогодишния медал през 2001 г. и е номинирана за Придружител на Ордена на Австралия през 2017 г. През 2012 г. френското правителство я номинира за Кавалер на Ордена на изкуствата и литературата. През 2015 г. е отличена от Музея на модерното изкуство и получава Стипендия на Британския филмов институт. Има почетни докторски степени от Университета на Нов Южен Уелс, Университета на Сидни и Университета „Макуори“ (Сидни). Сп. „Тайм“ я обявява за един от 100-те най-влиятелни хора в света през 2007 г. През 2018 г. е класирана сред най-високоплатените актриси в света.

## Биография

### Произход и образование
Кейт Бланшет е родена на 15 май 1969 г. в мелбърнското предградие „Айвънхоу“ като дъщеря на Джун Гембъл, строителна предприемачка и учителка, и Робърт Дюит Бланшет младши от Тексас, старши офицер от американския флот и по-късно рекламен изпълнител. Родителите ѝ се срещат, когато корабът на баща ѝ Арнеб се поврежда в Мелбърн. Бланшет е второто от три деца, с по-голям брат и по-малка сестра. Нейното потекло включва английски, някои шотландски и далечни френски корени. По-големият ѝ брат Робърт Бланшет III (р. 1968) е инженер на компютърни системи, по-малката ѝ сестра Женевиев Амелия Бланшет (р. 1971) работи като театрален дизайнер и придобива бакалавърска степен по архитектурен дизайн през 2008 г. Когато е на 10 години, Бланшет губи 42-годишния си баща от сърдечен арест.
Бланшет описва себе си като дете „отчасти екстравертна, отчасти луда“. През тийнейджърските си години има склонност да се облича в традиционно мъжко облекло и преминава през готик и пънк фази, като в един момент обръсва главата си. Учи в началното училище „Айвънхоу Ийст“ в Мелбърн. После учи в девическата гимназия „Айвънхоу“ и след това в Методисткия женски колеж, където изследва страстта си към сценичните изкуства. След гимназията започва да учи икономика и изящни изкуства в Университета на Мелбърн, но го напуска след една година, за да пътува в чужбина. Докато е в Египет, е статистка като американска мажоретка в египетския филм „Кабория“ (1990). При завръщането си в Австралия се премества в Сидни и се записва в Националния институт за драматично изкуство (NIDA), който завършва през 1992 г. с бакалавърска степен по изящни изкуства.

## Кариера

### 1992 – 2000 г.: Ранна дейност и международен пробив
Първата сценична роля на Бланшет е с Джефри Ръш в пиесата на Дейвид Мамет от 1992 г. „Олeана“ за Театралната компания на Сидни. През същата година е избрана за ролята на Клитемнестра в „Електра на Софокъл“, чието изпълнение става едно от най-аплодираните ѝ в Националния институт по драматично изкуство. През 1993 г. Бланшет получава наградата за най-добър дебютиращ актьор от театралните критици в Сидни за изпълнението си в „Танци на Кафка“ на Тимъти Дейли и печели наградата за най-добра актриса за изпълнението си в „Олеана“ на Мамет, което я прави първият актьор, спечелил и двете категории в една и съща година. Бланшет играе в ролята на Офелия в аплодираната продукция на Компания Б от 1994-1995 г. на „Хамлет“, режисирана от Нийл Армфийлд, с участието на Джефри Ръш и Ричард Роксбърг, и е номинирана за наградата „Зелена стая“.
Първата ѝ поява на екрана е през 1993 г. в епизод от третия сезон на австралийския телевизионен сериал Police Rescue, последван през 1994 г. от минисериала Heartland с Ърни Динго. След това се появява в минисериала Bordertown (1995) с Хюго Уивинг и в епизод на Police Rescue, озаглавен „The Loaded Boy“. Тя играе и в 50-минутния драматичен късометражен филм Parklands (1996), който получава номинация от Австралийския филмов институт (AFI) за най-добър оригинален сценарий.
Бланшет дебютира в игрален филм във второстепенната роля на австралийска медицинска сестра, пленена от японската армия по време на Втората световна война, във филма на Брус Бересфорд „Път към Рая“ (1997), в който си партнира с Глен Клоуз и Франсис Макдорманд. Той прави малко над 2 млн. долара в боксофиса при бюджет от 19 млн. и получава смесени отзиви от критиците. Първата ѝ главна роля идва по-късно същата година като ексцентричната наследница Лусинда Лепластриър в романтичната драма на Джилиан Армстронг „Оскар и Лусинда“ (1997) заедно с Ралф Файнс. Бланшет получава широко признание за изпълнението си. Тя печели първата си номинация за Награда AFI като най-добра главна женска роля за филма. Тя печели наградата за най-добра актриса на AFI през същата година за главната си роля на Лизи в романтичната комедия Thank God He Met Lizzie (1997) с участието на Ричард Роксбърг и Франсис О'Конър.
Бланшет играе младата кралица Елизабет I в критично оценената историческа драма „Елизабет“ (1998), режисирана от Шекхар Капур. Филмът я изстрелва до международна известност, като ѝ печели наградата „Златен глобус“ и Наградата на Британската академия (BAFTA), както и първата ѝ номинация за Гилдията на актьорите (SAG) и „Оскар“ за най-добра актриса.
На следващата година тя се появява в Bangers (1999) – австралийски късометражен филм и част от „Истории на изгубени души“ – компилация от тематично свързани разкази. Късометражният филм е написан и режисиран от нейния съпруг Андрю Ъптън и продуциран от двамата. Тя също играе в комедията на Майк Нюъл „Контролна кула“ (1999), като изпълнението ѝ е избрано от критиците. Играе и Мередит Лоуг в одобрения от критиците и финансово успешен филм „Талантливият мистър Рипли“ (1999) заедно с Мат Деймън, Гуинет Полтроу, Джуд Лоу и Филип Сиймур Хофман, за което получава втората си номинация за БАФТА.

### 2001 – 2007 г.: „Властелинът на пръстените“ и утвърдена актриса
Бланшет се появява в хитовата трилогия на Питър Джаксън „Властелинът на пръстените“, играейки ролята на Галадриел и в трите филма. Трилогията има голям критичен и финансов успех, като печели 2,981 млрд. долара в боксофиса по света и трите филма по-късно са класирани в Топ 10 на най-великите фентъзи филми на всички времена в анкета, проведена от американското списание „Wired“ през 2012 г. През 2001 г. Бланшет разнообразява портфолиото си с редица роли в драмите „Шарлот Грей“ и „Местни новини“ и с американската криминална комедия „Бандити“, за която печели втори „Златен глобус“ и номинация за награда SAG. Филмът отбелязва първото забележително навлизане на актрисата в комедийния жанр.
През 2002 г. Бланшет играе заедно с Джовани Рибизи в режисирания от Том Тиквер „Небеса“ – първият филм от незавършена трилогия на прочутия сценарист и режисьор Кшищоф Кешловски. Изпълнението ѝ като скърбяща жена, която извършва отчаян терористичен акт, е високо оценено. През 2003 г. Бланшет отново играе широк спектър от роли: Галадриел във „Властелинът на пръстените: Завръщането на краля“ – третата и последна част от трилогията „Властелинът на пръстените“ (която печели „Оскар“ за най-добър филм), в режисирания от Рон Хауърд уестърн трилър „В неизвестност“, „Кафе и цигари“ на Джим Джармуш, играейки две роли, за които получава награда Индипендънт Спирит и номинация за най-добра поддържаща актриса,, и в биографичния „Вероника Герен“, който ѝ носи номинация за Златен глобус за най-добра драматична актриса. През 2004 г. Бланшет се превъплъщава в бременна журналистка, описваща подводно пътешествие на ексцентричен океанограф във филма на Уес Андерсън „Морски живот със Стив Зису“.
Тя печели първата си награда „Оскар“ за най-добра поддържаща женска роля през 2005 г. за високо оценената си роля на Катрин Хепбърн в „Авиаторът“ на Мартин Скорсезе (2004). Това прави Бланшет първият актьор в историята, спечелил Оскар за ролята си на друг актьор, носител на Оскар. Тя дава своята статуетка Оскар на музея Австралийски център за движещи се изображения. По време на подготовката си за ролята и по молба на Скорсезе актрисата преглежда 35-милиметрови отпечатъци от всичките първи 15 екранни изпълнения на Хепбърн, за да изучи и запомни нейната уравновесеност, маниери и модел на реч. Същата година Бланшет печели и наградата на Австралийския филмов институт за най-добра актриса за изпълнението си на Трейси Харт, бивша наркоманка, в австралийския филм „Малка рибка“ (2005), копродуциран от продуцентската компания на нея и нейния съпруг „Дърти Филмс“. Макар и по-малко известна в световен мащаб от някои от другите ѝ филми, трезвата и чувствителна роля във филма получава голямо признание от критиката в Австралия и е номинирана за 13 награди на Австралийския филмов институт.
През 2006 г. Бланшет играе ролята на Хеда Габлър в Музикалната академия в Бруклин в продукцията на Театралната компания в Сидни на „Хеда Габлър“, режисирана от Робин Невин. След това тя играе заедно с Брад Пит в многоезичната и мултинаративна драма на Алехандро Гонсалес Иняриту „Вавилон“, като половинката от скърбяща двойка, която е въвлечена в международен инцидент в Мароко. Филмът получава седем номинации за „Оскар“. Тя също участва в драмата на Стивън Содърбърг от епохата на Втората световна война „Добрият германец“ с Джордж Клуни и в прочутия психологически трилър „Записки по един скандал“ с Джуди Денч. Бланшет получава третата си номинация за „Оскар“ за изпълнението си в последния филм, където играе в ролята на самотна учителка, която се впуска в афера с 15-годишен ученик и става обект на маниакалното желание на по-възрастна от нея жена, изиграна от Денч. 
През 2007 г. актрисата е обявена за една от 100-те най-влиятелни хора в света на списание „Тайм“ и се появява в списъка на сп. „Форбс“ със 100 знаменитости. Тя има камео като Джанин – криминалистка и бивша приятелка на героя на Саймън Пег, в комедийния екшън филм на Едгар Райт „Горещи палки“ (2007). Камеото не е кредитирано и тя дава хонорара си за благотворителност.
Тя отново играе ролята си на кралица Елизабет I в продължението от 2007 г. „Елизабет: Златният век“, режисирано от Шекхар Капур, и изиграва Джуд Куин – едно от шестте превъплъщения на Боб Дилън в експерименталния филм на Тод Хайнс I'm Not There. Тя печели Купа „Волпи“ за най-добра актриса на Филмовия фестивал във Венеция, наградата „Индипендънт Спирит“ и наградата „Златен глобус“ за най-добра поддържаща актриса за превъплъщението си в Джуд Куин. На 80-те награди на Академията Бланшет получава две номинации – за най-добра актриса за „Елизабет: Златният век“ и за най-добра поддържаща женска роля за I'm Not There, ставайки първата актриса, получила втора номинация с reprisal за роля.

### 2008 – 2011 г.: режисьор на Театралната компания на Сидни
Бланшет играе в „Индиана Джоунс и кралството на кристалния череп“ на Стивън Спилбърг (2008) като злодейката агент на КГБ полк. д-р Ирина Спалко. Филмът получава смесени отзиви от критици и публика, но постига голям успех в боксофиса, като печели над 790 млн. долара по целия свят. В номинирания за „Оскар“ „Странният случай с Бенджамин Бътън“ на Дейвид Финчър тя си партнира с Брад Пит за втори път, играейки любимата на главния герой, Дейзи Фулър. През същата година тя озвучава героя на Гран мамаре за англоезичната версия на „Поньо от скалата край морето“ на Хаяо Миядзаки, излязла през юли 2008 г.

Също през 2008 г. Бланшет и нейният съпруг Андрю Ъптън стават съизпълнителни директори и художествени директори на Театралната компания на Сидни. Бланшет се завръща на театралната сцена през 2009 г. с Театралната копания на Сидни и пиесата на Тенеси Уилямс Трамвай „Желание““, режисиран от Лив Улман. Тя играе ролята на Бланш Дюбоа заедно с Джоел Едгертън като Стенли Ковалски. Продукция пътува от Сидни до Музикалната академия в Бруклин в Ню Йорк и Кенеди център във Вашингтон, окръг Колумбия. Тя се радва на критичен и търговски успех и Бланшет получава признание за изпълнението си. Джейн Фонда, която присъства на шоуто в Ню Йорк, го смята за „може би най-великото сценично представяне, което някога съм виждала“, с Мерил Стрийп заявява: „Това изпълнение беше толкова голо, толкова сурово и необикновено, удивително, изненадващо и страшно като всичко, което някога съм виждала... Мислех, че съм гледала тази пиеса, мислех, че знам всички реплики наизуст, защото съм я гледала толкова много пъти, но никога не бях гледала пиесата, докато не видях това представление.“ Бланшет печели Театралната награда в Сидни за най-добра главна женска роля. Продукцията и актрисата получават Награди „Хелън Хейс“, съответно за изключителна чуждестранна продукция и награда за изключителна главна женска роля в чуждестранна продукция.
През 2010 г. Бланшет играе ролята на лейди Марион срещу титулярния герой на Ръсел Кроу в епичния филм на Ридли Скот „Робин Худ“. Филмът получава смесени отзиви от критиците, но има финансов успех, като печели 321 млн. долара в световния бокс офис. През 2011 г. тя играе антагониста на агента на ЦРУ Мариса Виглер в екшън-трилъра  на Джо Райт „Хана“, партнирайки на Сърша Ронан и Ерик Бана.
През 2011 г. участва в две продукции на Театралната копания на Сидни. Тя играе Лоте Коте в нов превод на пиесата на Бото Щраус от 1978 г. Groß und klein от Мартин Кримп, режисирана от Бенедикт Андрюс. След поставянето си в Сидни продукцията пътува до Лондон, Париж, Виенския фестивал и Рурския фестивал. Бланшет и продукцията получават широко признание. Бланшет е номинирана за Театралните награди „Ивнинг Стандарт“ за най-добра актрисаи печели Театралната награда на Сидни за най-добра главна женска роля и Награда „Хелпман“ за най-добра актриса. След това тя играе Елена, срещу Хюго Уивинг и Ричард Роксбърг, в адаптацията на съпруга ѝ Андрю Ъптън на „Вуйчо Ваньо“ на Антон Чехов, която пътува до Кенеди център и Ню Йорк Център като част от фестивала в Линкълн център. Продукцията и Бланшет получават одобрението на критиката. Бланшет получава Награда „Хелън Хейс“ за изключителна главна актриса в чуждестранна продукция и Награда „Хелпман“ за най-добра актриса.

### 2012 – 2016 г.: „Син жасмин“ и възраждане в Холивуд
Бланшет повтаря ролята си на Галадриел в адаптациите на Питър Джаксън на „Хобит“ (2012–2014), предистория на поредицата „Властелинът на пръстените“, заснета в Нова Зеландия. Въпреки че е по-малко одобрена от критиката от трилогията „Властелинът на пръстените“, трилогията „Хобит“ все пак има голям боксофисен успех, спечелвайки близо 3 млрд. долара по целия свят. Героинята на Галадриел не се появява в оригиналния роман на Дж. Р. Р. Толкин, но историята е променена от съсценариста Гийермо дел Торо и режисьора Питър Джаксън, така че Бланшет да може да се появи във филмовата трилогия. Актрисата озвучава ролята на Пенелопа в епизода на „Семейният тип“, наречен „Г-н и г-жа Стюи“, излъчен на 29 април 2012 г., и на кралица Елизабет II в епизода "Family Guy Viewer Mail 2". Бланшет се завръща в австралийското кино с появата си в The Turning (2013) – антологичен филм, базиран на колекция от разкази на Тим Уинтън. Тя е ръководител на журито на Международния филмов фестивал в Дубай през 2012 и 2013 г. Сезонът за 2013 г. на Театралната компания на Сидни е последният за Бланшет като съизпълнителен директор и артистичен директор.
През 2013 г. Бланшет играе Джасмин Франсис – главната роля в „Син жасмин“ на Уди Алън, с участието на Алек Болдуин и Сали Хокинс. Изпълнението ѝ печели широко признание, като някои критици го смятат за най-доброто в кариерата ѝ до този момент (надминавайки аплодираното ѝ изпълнение в „Елизабет“). Играта ѝ ѝ печели над 40 награди на индустрията и критиците, включително наградата LAFCA, наградата NYFCC, наградата NSFC, Наградата на критиката, Наградата за изключително представяне на годината на Международния филмов фестивал в Санта Барбара, наградата SAG, наградата „Златен глобус“, Наградата BAFTA, наградата „Индипендънт Филм Спирит“ и „Оскар“ за най-добра актриса. Победата на Бланшет я прави едва шестата актриса, която печели „Оскар“ и в двете актьорски категории, третата, която печели най-добра актриса след най-добра поддържаща актриса, и първата австралийка, която печели повече от един актьорски „Оскар“.
През 2014 г. Бланшет си партнира с Мат Деймън и Джордж Клуни във филма на Клуни „Пазители на наследството“, базиран на истинската история на екип от историци на изкуството и музейни куратори, които възстановяват известни произведения на изкуството, откраднати от нацистите. Френската героиня Роуз Валанд е вдъхновение за образа на Клер Симон на Бланшет. Филмът получава смесени отзиви от критиците и печели 155 млн. долара в световния бокс офис. През същата година Бланшет озвучава и ролята на Валка в анимационния филм на Дриймуъркс Анимейшън „Как да си дресираш дракон 2“. Филмът получава одобрението на критиците и има касов успех. Той печели наградата „Златен глобус“ за най-добър пълнометражен анимационен филм и получава номинация за „Оскар“ за най-добър анимационен филм. На 29 януари 2015 г. Бланшет е водеща на 4-те награди AACTA с Дебора Мейлман.
През 2015 г. Бланшет участва в пет филма. Тя играе Нанси във филма на Терънс Малик Knight Of Cups, чиято премиера е на Международния филмов фестивал в Берлин. Тя играе ролята на злодейката лейди Тримейн в адаптацията на Дисни на „Пепеляшка“, режисирана от Кенет Брана, която получава одобрението на критиците. След това играе заедно с Руни Мара в „Каръл“ – високо оценената филмова адаптация на Патриша Хайсмит и в The Price of Salt, която я събира отново с режисьора Тод Хайнс. Бланшет, която е и изпълнителна продуцентка на филма, получава възторжени отзиви за представянето си като титулярна героиня, което е широко цитирано като едно от най-добрите в кариерата ѝ, наред с „Елизабет“ и „Син жасмин“. За „Каръл“ Бланшет отново получава номинации за „Оскар“, „Златен глобус“ и Наградата на БАФТА. 
Актрисата играе Мери Мейпс срещу Дан Ратер във „Въпрос на истина“ (2015) на Робърт Редфорд – филм за противоречията с документите на Килиан. Продуцентската компания на Бланшет е продуцентски партньор на филма. След това тя участва в "Манифесто" – мултиекранната видео инсталация на Джулиан Розефелд, в която 12 манифеста на артисти са изобразени от 13 различни героя, всички изиграни от актрисата. Проектът и Бланшет получават одобрение от критиците
През 2016 г. Бланшет разказва една от двете версии на документалния филм на Терънс Малик за Земята и вселената, „Пътуване във времето“, чиято световна премиера е на 73-ия филмов фестивал във Венеция.

## 2017 – 2020 г.: Дебют на Бродуей и телевизионен успех
Бланшет участва в пиесата The Present на театралната компания в Сидни – адаптацията на Андрю Ъптън по пиесата „Платонов“ на Антон Чехов, режисирана от Джон Кроули. Продукцията дебютира в Сидни през 2015 г. с одобрението на критиката и се пренася на Бродуей през 2017 г., отбелязвайки дебюта на Бланшет на Бродуей. Изпълнението ѝ по време на пиесата на Бродуей получава признание. За работата си актрисата получава номинация за Награда „Тони“ за най-добра актриса в пиеса, номинация за Drama Desk Award и номинация за Drama League Award за наградата за отличаващо се представяне.
През 2017 г. Бланшет се появява и в „От песен на песен“ на Терънс Малик, заснет успоредно с Knight of Cups през 2012 г. и изобразява богинята на смъртта Хела във филма на Марвел Студиос „Тор: Рагнарок“, режисиран от Тайка Уайтити. „Тор“ е едновременно критичен и финансов успех, като печели 854 лн. долара в световния бокс офис.
През 2018 г. Бланшет участва в „Бандитките на Оушън“ – изцяло женският спин-оф на франчайза „Трилогията на Оушън“, режисиран от Гари Рос, заедно със Сандра Бълок, Ан Хатауей, Сара Полсън, Минди Калинг, Хелена Бонам Картър, Риана и Акуафина. Филмът събира предимно смесени отзиви, но има касов успех, спечелвайки над 297 млн. долара по целия свят. Тя също играе Флорънс Цимерман във филмовата адаптация на „Мистерията на къщата с часовника“ режисирана от Илай Рот, и разказва наградения австралийски исторически фантастичен филм Sweet Tooth на Шанън Ашлин. Бланшет е назначена за председателка на журито на 71-ия фестивал в Кан, който се провежда през май 2018 г. Същата година сп. „Форбс“ я посочва като една от най-добре платените актриси в света с годишни приходи от 12, 5 млн. долара.
Бланшет изобразява женска версия на питона Каа в адаптацията на Анди Съркис на „Книга за джунглата“, озаглавена „Маугли: Легенда за джунглата“ (2018). Съркис използва комбинация от улавяне на движение, копютърна анимация и действие на живо във филма, а ролята на Каа е написана така, че да бъде много по-близка до оригиналния герой в кратките истории на автора Ръдиард Киплинг, който прилича на ментор фигура за Маугли. Филмът е пуснат в Нетфликс през 2019 г. През същата година Бланшет участва в Where'd You Go, Bernadette – адаптация на едноименния бестселър „Къде отиде, Бернадет?“, режисиран от Ричард Линклейтър. Филмът получава предимно смесени отзиви и печели 10,4 млн. долара в боксофиса срещу бюджет от 18 млн.,  но представянето на Бланшет като титулярна героиня получи похвали и тя получава десетата си номинация за „Златен глобус“ за изпълнението си във филма. Същата година тя повтаря ролята си на Валка в Как да си дресираш дракон: Тайнственият свят“, който е номиниран за най-добър анимационен филм на 92-рите награди „Оскар“.
През 2020 г. продуцентската компания на Бланшет Дърти Филмс подписва с Ню Рипаблик Пикчърс за игрални филми и Еф Екс Нетуъркс за телевизия. Бланшет се завръща в телевизията, като участва в два министериала. Тя играе поддържаща роля в австралийската драматична поредица Stateless, вдъхновена от спорния случай на задължително задържане на Корнелия Рау. Stateless е финансиран от Скрийн Австралия, а Бланшет също е съсъздателка и изпълнителен продуцент на сериала. Излъчва се по австралийската обществена телевизия ABC и има международна премиера по Нетфликс. Бланшет печели две награди на 10-ите награди на AACTA за лица без гражданство най-добър гостуваща или поддържаща актриса за изпълнението си и най-добър минисериал за ролята си на изпълнителен продуцент.
Бланшет също е хедлайнер и продуцентка на историческия драматичен минисериал на Еф Екс /Hulu „Мисис Америка“ (2020), с участието на консервативната активистка Филис Шлафли. Поредицата от девет части е излъчена с широко одобрение от критиката.  На 72-рите Награди „Еми“ за праймтайм актрисата получава номинации за изключителна главна актриса в ограничен сериал или филм и в изключителен ограничен сериал, както и номинации за наградата „Златен глобус“, Наградата на Гилдията на актьорите (и двете за нейното изпълнение), и Наградата на Асоциацията на телевизионните критици за индивидуални постижения в драмата. Бланшет е и изпълнителна продуцентка на гръцкия филм Apples (2020), режисиран от Христос Нику. Премиерата му е на Международния филмов фестивал във Венеция, хвален е от критиците и е избран да бъде предложението на страната за наградите на филмовата академия на САЩ като най-добър чуждоезичен филм.

### 2021 – 2023 г.:Tárи по-нататъшно признание
През 2021 г. Бланшет участва заедно с Брадли Купър във филмовата адаптация на Гийермо дел Торо на романа „Алея на кошмарите“, която получава положителни отзиви и е номинирана за „Оскар“ за най-добър филм. Тя също се появява заедно с Дженифър Лорънс и Леонардо ди Каприо в „Не поглеждай нагоре“ на Адам Маккей – черна комедия с апокалиптична политическа сатира за Нетфликс, която също получава номинация за „Оскар“ за най-добър филм. С тези две номинации Бланшет чупи рекорда, държан от актрисата Оливия де Хавиланд като актриса с най-много признати роли в номинираните за най-добър филм.
След това Бланшет участва във филма „Лидия Тар“ от 2022 г., режисиран от Тод Фийлд. Изпълнението ѝ като Лидия Тар – измислена известна диригентка, получи широко одобрение от критиката. За изпълнението си тя спечели втората си Купа Волпи за най-добра актриса, четвърта Награда „Златен глобус“ и четвърта Награда BAFTA. Тя също така получава големите награди на критиците (NYFCC, LAFCA, NSFC) за втори път и получава осмата си номинация за „Оскар“, изравнявайки се с четвъртата най-номинирана за „Оскар“ актриса. През същата година Бланшет озвучава и Спацатура във филмовата адаптация на Нетфликс „Пинокио“, която я събира отново с Гийермо дел Торо.
През 2023 г. Бланшет се появява в шестия епизод на „Черното огледало“ от сезон „Джоан е ужасна“, участва в австралийския драматичен филм The New Boy и повтаря ролята на Хела в епизода от втори сезон „Ами ако... Хела намереше десетте пръстена?" от поредицата на Марвел „Ами ако...?“. Тя също е копродуцентка на научнофантастичния романтичен драматичен филм на Apple TV+ Fingernails.
Бланшет играе следващата роля заедно с Кевин Клайн в трилър поредицата на Apple TV+ Disclaimer, написана и режисирана от Алфонсо Куарон. Тя също така изиграе Лилит в Borderlands – адаптация на живо на едноименната видео игра, която я събира отново с Илай Рот. Актрисата ще продуцира и играе в A Manual for Cleaning Women, базиран на колекцията от 43 части от разкази на Лучия Берлин.

## Личен живот
Бланшет е омъжена за драматурга и сценарист Андрю Ъптън. Те се запознават в Австралия в средата на 90-те г. и се женят на 29 декември 1997 г. Имат трима сина: Дашиъл Джон (р. 3 декември 2001), Роман Робърт (р. 23 април 2004) и Игнейшъс Мартин (р. 13 април 2008), и една дъщеря – Едит Вивиан Патриша (осиновена през март 2015 г.). Бланшет каза, че са искали да осиновят дете от раждането на първия им син.
След като превръщат Брайтън, Англия, в свой основен семеен дом в продължение на почти 10 години, тя и съпругът ѝ се връщат в родната си Австралия през 2006 г. През ноември 2006 г. Бланшет приписва преместването на желанието им да изберат постоянен дом за децата си, да бъдат по-близо до семейството си и да имат чувство за принадлежност към австралийската театрална общност. Тя и семейството ѝ живеят в предградието на Сидни Хънтърс Хил, обновявайки основно дома си през 2007 г., за да бъде по-екологичен. След продажбата му през 2015 г. тя и съпругът ѝ купуват къща в Кроубъро, Източен Съсекс, в началото на 2016 г.

## Участия
| година | заглавие                                         | оригинално заглавие                                 | роля                       | режисьор                                 | жанр                      | бележки                                       |
| ------ | ------------------------------------------------ | --------------------------------------------------- | -------------------------- | ---------------------------------------- | ------------------------- | --------------------------------------------- |
| 1990   |                                                  | Kaboria                                             | американска мажоретка      | Кайри Бешара                             | драма                     | египетски филм; статистка                     |
| 1994   |                                                  | Police Rescue: The Movie                            | Вивиан                     | Майкъл Карсън                            | екшън, криминален         | тв филм                                       |
| 1996   |                                                  | Parklands                                           | Роузи                      | Катрин Милард                            | драма                     | късометражен                                  |
| 1997   | Оскар и Лусинда                                  | Oscar and Lucinda                                   | Лусинда Лепрастрие         | Джилиан Армстронг                        | романтичен                |                                               |
| 1997   |                                                  | Thank God He Met Lizzie                             | Лизи                       | Шери Нолан                               | романтичен                |                                               |
| 1997   | Път към рая                                      | Paradise Road                                       | Сюзън Макарти              | Брус Бересфорд                           | военен                    |                                               |
| 1998   | Елизабет                                         | Elizabeth                                           | кралица Елизабет I         | Шекхар Капур                             | исторически, драма        |                                               |
| 1999   |                                                  | Bangers                                             | Джули-Ан                   | Андрю Ъптън                              |                           | късометражен                                  |
| 1999   | Талантливият мистър Рипли                        | The Talented Mr. Ripley                             | Мередит Лог                | Антъни Мингела                           | драма                     |                                               |
| 1999   | Контролна кула                                   | Pushing Tin                                         | Кони Фалцоне               | Майк Нюъл                                | комедия драматичен        |                                               |
| 1999   | Идеален съпруг                                   | An Ideal Husband                                    | Лейди Гертруд Чилтърн      | Оливър Паркър                            | комедия, романтичен       |                                               |
| 2000   | Дарбата                                          | The Gift                                            | Анабел „Ани“ Уилсън        | Сам Рейми                                | драма                     |                                               |
| 2000   | Мъжът, който плачеше                             | The Man Who Cried                                   | Лола                       | Сали Потър                               | драма                     |                                               |
| 2001   | Местни новини                                    | The Shipping News                                   | Петъл Куойл                | Ласе Халстрьом                           | романтична драма          |                                               |
| 2001   | Шарлот Грей                                      | Charlotte Gray                                      | Шарлот Грей                | Джилиън Армстронг                        | драма                     |                                               |
| 2001   | Властелинът на пръстените: Задругата на пръстена | The Lord of the Rings: The Fellowship of the Ring   | Галадриел                  | Питър Джаксън                            | фентъзи                   |                                               |
| 2001   | Бандити                                          | Bandits                                             | Кейт Уийлър                | Бари Левинсън                            | комедия, криминален       |                                               |
| 2002   | Властелинът на пръстените: Двете кули            | The Lord of the Rings: The Two Towers               | Галадриел                  | Питър Джаксън                            | фентъзи                   |                                               |
| 2002   | Небеса                                           | Heaven                                              | Филипа                     | Том Тиквер                               | романтичен трилър         |                                               |
| 2003   | Властелинът на пръстените: Завръщането на краля  | The Lord of the Rings: The Return of the King       | Галадриел                  | Питър Джаксън                            | фентъзи                   |                                               |
| 2003   | В неизвестност                                   | The Missing                                         | Магдалена (Маги) Гилксън   | Рон Хауърд                               | уестърн                   |                                               |
| 2003   | Кафе и цигари                                    | Coffee and Cigarettes                               | себе си и Шели             | Джим Джармуш                             | драма, комедия            |                                               |
| 2003   | Вероника Герен                                   | Veronica Guerin                                     | Вероника Герен             | Джоел Шумахер                            | драма, биографичен        |                                               |
| 2004   | Морски живот със Стив Зису                       | The Life Aquatic with Steve Zissou                  | Джейн Уинслет-Ричардсън    | Уес Андерсън                             | приключенки               |                                               |
| 2004   | Авиаторът                                        | The Aviator                                         | Катрин Хепбърн             | Мартин Скорсезе                          | драма, биографичен        |                                               |
| 2005   | Дребна риба                                      | Little Fish                                         | Трейси Харт                | Роуън Уудс                               | полицейски, драма         |                                               |
| 2006   | Вавилон                                          | Babel                                               | Сюзън Джоунс               | Алехандро Гонсалес Иняриту               | драма                     |                                               |
| 2006   | Добрият германец                                 | The Good German                                     | Лена Бранд                 | Стивън Содърбърг                         | драма, криинален          |                                               |
| 2006   | Записки по един скандал                          | Notes on a Scandal                                  | Шеба Харт                  | Ричард Ейър                              | драма                     |                                               |
| 2007   | Горещи палки                                     | Hot Fuzz                                            | Жанин                      | Едгар Райт                               | екшън                     | некредитирано камео                           |
| 2007   | Елизабет: Златният век                           | ELizabeth: The Golden Age                           | кралица Елизабет I         | Шекхар Капур                             | исторически               |                                               |
| 2007   | Няма ме                                          | I'm Not There                                       | Джуд Куин (Боб Дилан)      | Тод Хайнс                                | драма, биографичен        |                                               |
| 2008   | Индиана Джоунс и кралството на кристалния череп  | Indiana Jones and the Kingdom of the Crystal Skull  | Полковник д-р Ирина Спалко | Стивън Спилбърг                          | приключенски              |                                               |
| 2008   | Странният случай с Бенджамин Бътън               | The Curious Case of Benjamin Button                 | Дейзи Фулър                | Дейвид Финчър                            | драма, фантастика         |                                               |
| 2010   | Робин Худ                                        | Robin Hood                                          | Лейди Мариън               | Ридли Скот                               | исторически, приключенски |                                               |
| 2011   |                                                  | The Last Time I Saw Michael Gregg                   |                            | Стивън Содърбърг                         | комедия, видео            |                                               |
| 2011   | Хана                                             | Hanna                                               | Мариса Виглер              | Джо Райт                                 | екшън                     |                                               |
| 2012   | Хобит: Неочаквано пътешествие                    | The Hobbit: An Unexpected Journey                   | Галадриел                  | Питър Джаксън                            | фентъзи                   |                                               |
| 2013   | Син жасмин                                       | The Blue Jasmin                                     | Жанет Франсис              | Уди Алън                                 | драма                     |                                               |
| 2013   | Хобит: Пущинакът на Смог                         | The Hobbit: The Desolation of Smaug                 | Галадриел                  | Питър Джаксън                            | фентъзи                   |                                               |
| 2013   |                                                  | The Turning                                         | Гейл Ланг                  | Саймън Стоун                             | драма                     | сбор от късометражни филми (сегмент Reunion") |
| 2013   |                                                  | Making a Scene                                      | жена                       | Януш Камински                            | драма, късометражен       |                                               |
| 2014   | Пазители на наследството                         | The Monuments Men                                   | Клеър Симон                | Джордж Клуни                             | исторически, драма        |                                               |
| 2014   | Хобит: Битката на петте армии                    | The Hobbit: The Battle of the Five Armies           | Галадриел                  | Питър Джаксън                            | фентъзи                   |                                               |
| 2015   |                                                  | Knight of Cups                                      | Нанси                      | Терънс Малик                             | драма, фантастика         |                                               |
| 2015   | Пепеляшка                                        | Cinderella                                          | мащехата                   | Кенет Брана                              | фентъзи, семеен           |                                               |
| 2015   | Каръл                                            | Carol                                               | Каръл Еърд                 | Тод Хайнс                                | драма                     | и изп. продуцент                              |
| 2015   | Индиана Джоунс и кралството на кристалния череп  | Indiana Jones and the Kingdom of the Crystal Skull, | Ирина Спалко               | Стивън Спилбърг                          | приключенски              |                                               |
| 2015   | Въпрос на истина                                 | Truth                                               | Мери Мейпс                 | Джеймс Вандербилт                        | драма, биографичен        |                                               |
| 2015   |                                                  | Manifesto                                           | 13 роли                    | Джулиан Розенфелд                        | драма                     | филмова инсталация                            |
| 2017   | Червено                                          | Red                                                 | майка                      | Дел Катрин Бартън                        | драма, късометражен       |                                               |
| 2017   | От песен на песен                                | Song to Song                                        | Аманда                     | Терънс Малик                             | драма, музикален          |                                               |
| 2017   | Тор: Рагнарок                                    | Thor: Ragnarok                                      | Хела                       | Тайка Уайтити                            | фентъзи                   |                                               |
| 2018   | Бандитките на Оушън                              | Ocean's Eight                                       | Лу                         | Гари Рос                                 | екшън                     |                                               |
| 2018   | Мистерията на къщата с часовника                 | The House with a Clock in Its Walls                 | Флорънс Цимерман           | Илай Рот                                 | семеен, фентъзи           |                                               |
| 2018   |                                                  | Uncanny Valley                                      | Лий                        | Алекс Прейгър                            | късометражен. фантастика  |                                               |
| 2019   | Къде си, Бернардет?                              | Where'd You Go, Bernadette                          | Бернадет                   | Ричард Линклейтър                        | комедия, криминале        |                                               |
| 2020   |                                                  | The Four Temperaments                               | 4 героя                    | Марко Брамбила                           | късометражен              |                                               |
| 2021   | Улицата на кошмарите                             | Nightmare Alley                                     | д-р Лили Ритър             | Гийермо дел Торо                         | драма, криминален         |                                               |
| 2021   | Не поглеждай нагоре                              | Don't Look Up                                       | Бри Еванти                 | Адам Маккей                              | комедия, драма            |                                               |
| 2022   | Лидия Тар                                        | Tár                                                 | Лидия Тар                  | Тод Фийлд                                | драма                     | и изп. продуцент                              |
| 2023   |                                                  | The New Boy                                         | сестра Айлийн              | Уорик Торнтън                            | драма, исторически        | и продуцент                                   |
| 2024   |                                                  | Borderlands                                         | Лилит                      | Илай Рот                                 | научна фантастика         |                                               |
|        |                                                  | Father, Mother, Sister, Brother                     |                            | Джим Джармуш                             |                           |                                               |
|        |                                                  | Rumours                                             |                            | Гай Мадин, Иван Джонсън и Гейлън Джонсън | комедия                   |                                               |
|        |                                                  | Black Bag                                           |                            | Стивън Содърбърг                         | трилър                    |                                               |
|        |                                                  | A Manual for Cleaning Women                         |                            |                                          | драма                     |                                               |

| година    | оригинално заглавие                              | роля                | жанр              | бел.                                                            |
| --------- | ------------------------------------------------ | ------------------- | ----------------- | --------------------------------------------------------------- |
| 1993      | Police Rescue                                    | г-жа Хейнс          | криминален        | еп. "The Loaded Boy"                                            |
| 1994      | Heartland или Burned Bridge                      | Елизабет Аштън      | драма             | 13 епизода                                                      |
| 1994      | G. P.                                            | Джейни Морис        |                   | еп. "Natural Selection"                                         |
| 1995      | Bordertown                                       | Бианка              |                   | 10 епизода                                                      |
| 2014      | Rake                                             | Кларис Грийн        |                   | 3 епизода                                                       |
| 2019-2022 | Documentary Now!                                 | Изабел Барта; Алис  | мокументален филм | еп. "Waiting for the Artist" и "Two Hairdressers in Bagglyport" |
| 2020      | James and the Giant Peach with Taika and Friends | Стоножка            | семеен            |                                                                 |
| 2020      | Stateless                                        | Пат Мастърс         | драма             | 6 епизода; също съсъздател и изп. продуцент                     |
| 2020      | Mrs. America                                     | Филис Шлафли        | политическа драма | 9 епизода; също изп. продуцент                                  |
| 2021      | Staged                                           | Кейт Бланшет        | комедия           | еп. "The Loo Recluse"                                           |
| 2023      | Black Mirror (Черното огледало)                  | себе си като Джоан  | антология         | еп. "Joan Is Awful"; камео                                      |
|           | Disclaimer                                       | Катрин Рейвънскрофт | драма, трилър     |                                                                 |
|           | Brideshead Revisited                             |                     |                   | минисериал                                                      |

| година | заглавие                                     | ориг. заглавие                             | роля                           | жанр                 | бел.                                                       |
| ------ | -------------------------------------------- | ------------------------------------------ | ------------------------------ | -------------------- | ---------------------------------------------------------- |
| 1999   | Широко затворени очи                         | Eyes Wide Shut                             | женски глас                    | драма                | некредитиран                                               |
| 2008   | Поньо от скалата край морето                 | Ponyo                                      | Гран Мамаре                    | аниме фентъзи        |                                                            |
| 2012   |                                              | The Family Guy                             | Пепенлопа; кралица Елизабет II | анимиран ситком      | еп. "Mr. and Mrs. Stewie" и еп. "Family Guy Viewer Mail 2" |
| 2012   |                                              | A Cautionary Tail                          | разказвач                      | късометражен         |                                                            |
| 2013   | Момичешко издигане                           | Girl Rising                                | разказвач                      | документален         |                                                            |
| 2013   |                                              | Journey to the South Pacific               | разказвач                      | документален         |                                                            |
| 2013   |                                              | The Galapagos Affair: Satan Came to Eden   | Дор Страуч                     | документален         |                                                            |
| 2014   | Как да си дресираш дракон                    | How to Train Your Dragon 2                 | Валка                          | анимационен, фентъзи |                                                            |
| 2016   |                                              | Voyage of Time                             | разказвач                      | документален         |                                                            |
| 2016   |                                              | Earthflight: A 3D Journey                  | разказвач                      | късометражен         |                                                            |
| 2018   |                                              | Mowgli: Legend of the Jungle               | Каа                            | приключенски         |                                                            |
| 2019   | Как да си дресираш драгон: Тайнственият свят | How to Train Your Dragon: The Hidden World | Валка                          | анимационен фентъзи  |                                                            |
| 2019   |                                              | Sweet Tooth                                | разказвач                      | късометражен         |                                                            |
| 2020   | Семейство Симпсън                            | The Simspons                               | Илейн Уф                       | анимационен ситком   | еп. "The Way of the Dog"                                   |
| 2020   |                                              | Homemade                                   | разказвач                      | тв сериал            | еп. "Ride It Out"                                          |
| 2022   |                                              | Ukraine: Life Under Attack: Dispatches     | разказвач                      | документален         | и изпълнителен продуцент                                   |
| 2022   | Пинокио                                      | Pinocchio                                  | маймунката Спацатура           | анимационен фентъзи  |                                                            |
| 2022   |                                              | Evolver                                    | разказвач                      | криминален           |                                                            |
| 2022   |                                              | The School for Good and Evil               | Историкът                      | фентъзи              |                                                            |
| 2023   |                                              | Frontline                                  | разказвач                      | документален         |                                                            |
| 2023   |                                              | Euphoria                                   | Тигърът                        |                      |                                                            |
| 2023   | Ами ако...?                                  | What If...?                                | Хела                           | анимационен сериал   | 3 епизода                                                  |

| Година    | Пиеса                           | Ориг. заглавие                                | Автор                      | Театър | Роля                         | Бележки |
| --------- | ------------------------------- | --------------------------------------------- | -------------------------- | --- | ---------------------------- | --- |
| 1980-те   | Хобит                           | The Hobbit                                    |                            | Методистки женски колеж (Мелбърн) | Бард I                       | адаптация на романа на Дж. Р. Р. Толкин |
| 1980-те   |                                 | The Odyssey of Runyon Jones                   | Норман Коруин              | Методистки женски колеж (Мелбърн) |                              | адаптация на пиесата на Норман Коруин |
|           | Уморените коне ги убиват, нали? | They Shoot Horses, Don’t They?                |                            | Методистки женски колеж (Мелбърн) | /                            | реж. Кейт Бланшет, адаптация на романа на Хорас Маккой |
| 1989      |                                 | European Features                             | Крис Хеменсли              | Театър „Ла Мама“ (Мелбърн) |                              | реж. Боб Павлич |
| 1989      |                                 | The Wood Box                                  | Кейт Бланшет и Каролин Лий | Театър „Ла Мама“ (Мелбърн) |                              | реж. Кирстен фон Бирба |
| 1992      |                                 | Images of Moliere                             | Жан-Батист Молиер          | Национален институт за драматично изкуство (Сидни) |                              | реж. Саймън Айни |
| 1992      | Електра                         | Electra                                       | Софокъл                    | Национален институт за драматично изкуство (Сидни) | Електра                      | реж. Линди Дейвис |
| 1992-1993 |                                 | Top Girls                                     | Карил Чърчил               | Театрална компания на Сидни | Пациентка Гризелда/Нел/Джини | първа роля в Театралната компания на Сидни |
| 1993      |                                 | Oleanna                                       | Дейвид Мамет               | Театрална компания на Сидни | Керъл                        | реж. Майкъл Гоу, с Джефри Ръш |
| 1993      |                                 | Mesmerized                                    | Марта Робинсън и Пита Тейт | Театрална компания „Грифин“ (Сидни) |                              | реж. Сара Дюкър |
| 1993-1994 |                                 | Kafka Dances                                  | Тимъти Дали                | Театрална компания на Сидни | Булка/Феликс                 | |
| 1994      | Хамлет                          | Hamlet                                        | Уилям Шекспир              | Театър „Белвоар Сейнт“ (Сидни), Плейхаус (Мелбърн) и Спейс (Аделаида) | Офелия                       | Продукция на Company B, реж. Нийл Армфийлд, с Джефри Ръш |
| 1994-1995 |                                 | Sweet Phoebe                                  | Майкъл Гоу                 | Театрална компания на Сидни, Театър „Уерхаус“ (Кройдън) и CUB Малтхаус (Саутбанк)                                                                                              | Хелън                        | Световна премиера; реж. Майкъл Гоу |
| 1995      | Бурята                          | The Tempest                                   | Уилям Шекспир              | Театър „Белвоар Сейнт“ (Сидни) | Миранда                      | Продукция на Company B, реж. Нийл Армфийлд |
| 1995      |                                 | The Blind Giant is Dancing                    | Стивън Сюъл                | Театър „Белвоар Сейнт“ (Сидни) | Роуз Дрейпър                 | Продукция на Company B, реж. Нийл Армфийлд, с Хюго Уивинг |
| 1997      | Чайка                           | The Seagull                                   | Антон Чехов                | Театър „Белвоар Сейнт“ (Сидни) | Нина                         | Реж. Нийл Армфийлд |
| 1999      |                                 | Plenty                                        | Дейвид Хеър                | Театър „Албъри“ (Лондон) | Сюзан Трахерн                | Реж. Джонатан Кент |
| 1999      | Монолози за вагината            | The Vagina Monologue                          | Ева Енслър                 | Театър „Олд Вик“ (Лондон) |                              | V-Day театрално четене |
| 2004      | Хеда Габлър                     | Hedda Gabler                                  | Хенрик Ибсен               | Театрална компания на Сидни | Хеда Габлър                  | пътува до Театър „Харви“ на Музикалната академия на Бруклин, Ню Йорк, за месец март 2006 |
| 2006-2007 |                                 | Reunion                                       | Дейвид Мамет               | Театрална компания на Сидни | /                            | реж. Андрю Ъптън |
| 2006-2007 |                                 | A Kind of Alaska                              | Харолд Пинтър              | Театрална компания на Сидни |                              | Кейт Бланшет и Андрю Ъптън |
| 2007      |                                 | Right You Are, If You Think You Are           | Луиджи Пирандело           | Музей „Гугенхайм“ (Ню Йорк) | г-жа Понца                   | реж. Франческо Вецоли |
| 2007-2008 |                                 | Blackbird                                     | Дейвид Хароуър             | Театрална компания на Сидни | /                            | реж. Кейт Бланшет. Пътува до Международния худ. фестивал на Сидни 3 февр. 2008 − 2 март 2008 г. и до Рурския фестивал (Германия) 8 − 12 май 2008 г. |
| 2008      |                                 | Minutes of Separation                         |                            | Salon de la Haute Horlogerie (Женева) | Клариса Джоунс               | реж. Найджъл Джеймисън |
| 2008-2009 |                                 | The Year of Magical Thinking                  | Джоан Дидиън               | Театрална компания на Сидни, Център за сценични изкуства „Илавара“ (Уулонгонг), Плейхаус (Civic Square, Торонто), Феърфакс Студио (Мелбърн) и Театър „Cremorne“ (Южен Бризбън) | /                            | реж. Кейт Бланшет |
| 2009      |                                 | The War of the Roses                          | Уилям Шекспир              | Театрална компания на Сидни и Театър на Нейно величество (Пърт) | Ричард II/ Лейди Ан          | адаптация на Бенедикт Андрюс и Том Райт, реж. Бенедикт Андрюс. Част от Фестивала на Сидни 2009. |
| 2009      | Трамвай „Желание“               | A Streetcar Named Desire                      | Тенеси Уилямс              | Театрална компания на Сидни | Бланш Дюбоа                  | реж. Лив Улман, с Джоел еджъртън. Пътува до Център за театрални изкуства „Джон Ф. Кенеди“ (Вашингтон) 29 окт. – 21 ноември 2009 и до Театър „Харви“ на Бруклинската музикална академия 27 ноември – 20 декември 2009                                                                                              |
| 2011      | Вуйчо Ваньо                     | Uncle Vanya                                   | Антон Чехов                | Театрална компания на Сидни | Елена Серебрякова            | Адаптация на Андрю Ъптън, с Ричард Роксбъроу, Джон Бел и Хюго Уивинг. Пътува до Център за театрални изкуства „Джон Ф. Кенеди“ (Вашингтон) 4–27 август 2011 и до Фестивал на Линкълн Център (Ню Йорк) 19–28 юли 2012                                                                                               |
| 2011      |                                 | Gross und Klein                               | Бото Щраус                 | Театрална компания на Сидни | Лоте                         | Реж. Бенедикт Андрюс; нова постановка на Марин Крим; поставена и от Център „Барбикан“. Пътува до Фестивал „Лондон 2012“, Градски театър (Париж), Виенския фестивал и Рурския фестивал (Реклингхаузен) |
| 2013      |                                 | The Maids                                     | Жан Жьоне                  | Театрална компания на Сидни | Клер                         | Адаптация на Бенедикт Андрюс и Андрю Ъптън, реж. Бенедикт Андрюс, с Изабел Юпер, Елизабет Дебриски. Пътува до Ню Йорк Сити Сентър като част от Фестивал „Линкълн“ (6–16 август 2014). Theatre de la Ville (Париж), Театър „Барбикан„ (Лондон), Wiener Festwochen GesmbH (Виена) и Рурски фестивал (Реклингхаузен) |
| 2014      | Платонов                        | The Present                                   | Антон Чехов                | Театрална компания на Сидни | Анна Петровна                | Реж. Джон Кроули. Адаптация на Андрю Ъптън; с Ричард Роксбъроу |
| 2017      | Платонов                        | The Present                                   | Антон Чехов                | Театър „Етел Баримор“ (Ню Йорк) | Анна Петровна                | Дебют на Бродуей |
| 2019      |                                 | When We Have Sufficiently Tortured Each Other | Мартин Кримп               | Кралски национален театър (Лондон) | жена                         | Дебют в Националния театър. Реж. Кейти Мичъл, със Стивън Дилейн |

| година | заглавие                          | изпълнител |
| ------ | --------------------------------- | ---------- |
| 2016   | "The Spoils"                      | Масив Атак |
| 2023   | "The Girl Is Crying In Her Latte" | Спаркс     |

Продуцент
- Bangers (1999), късометражен, реж. Андрю Ъптън
- Stories of Lost Souls (2005), комедийна драма, сегмент Bangers
- Fingernails (2023), романтична драма, реж. Кристос Нику
- The New Boy (2023), фентъзи драма, реж. Уорик Торнтън

Изпълнителен продуцент
- Carol (2015), романтична драма, реж. Тод Хейнс
- Stateless (2020), тв минисериал (6 епизода)
- Mrs. America (2020), тв минисериал (9 епизода)
- Apples (2020), драма, реж. Кристос Нику
- Ukraine, Life Under Russia's Attack (2022), документален филм, реж. Мани Бенчелах и Патрик Томбола
- Tár (2022), драма, реж. Тод Фийлд
- Frontline (2022-2023), тв сериал, сезон 40 (еп. 12) и сезон 41 (еп. 9)
- Knowing the Scorw (2023), документален фил, реж. Джанин Хоскинг
- Shayda (2023), драма, реж. Нура Ниасари